# Santa Rita do Trivelato
Santa Rita do Trivelato is een gemeente in de Braziliaanse deelstaat Mato Grosso. De gemeente telt 2.751 inwoners (schatting 2009).
De gemeente grenst aan Nova Mutum, Rosário Oeste, Sorriso, Paranatinga en Nobres.